# Un giorno (romanzo)
(David Nicholls, Un giorno)
Un giorno (titolo originale One day) è un romanzo di David Nicholls, edito per la prima volta nel 2009 in lingua inglese e nel 2011 in italiano.

## Trama
Dexter ed Emma trascorrono la notte insieme dopo la laurea all'Università di Edimburgo, nel 1988. Parlano di come saranno una volta che avranno 40 anni. Sebbene non siano completamente coinvolti sentimentalmente, questo è l'inizio della loro amicizia. Il romanzo visita le loro vite e la loro relazione ogni 15 luglio per i 20 anni successivi, ogni capitolo è dedicato a un anno.
Emma vuole migliorare il mondo e inizia a scrivere e recitare in commedie, che rimangono senza successo, mentre Dexter viaggia per il mondo, bevendo e frequentando donne. Alla fine, entrambi si trasferiscono a Londra, dove Emma diventa una cameriera a Kentish Town, in un ristorante Tex-Mex, mentre Dexter diventa un presentatore televisivo di successo.
Sebbene ci siano vari tentativi da entrambe le parti di iniziare una relazione, le coincidenze impediscono a Emma e Dexter di stare insieme e, sebbene abbiano relazioni con altre persone, rimangono migliori amici, ognuno desiderando segretamente l'altro. Si avvicinano a causa di una vacanza insieme e della morte della madre di Dexter.
Emma rompe con il suo ragazzo, Ian, dopo aver realizzato che stava cercando di crearsi una vita con qualcuno che non ama. In questo periodo riesce a trovare lavoro come insegnante, dopo vari anni di lotte, nonostante abbia una "doppia laurea". Dexter, nel frattempo, sviluppa un problema con l'alcol e la droga e osserva la sua carriera crollare.
L'amicizia tra Emma e Dexter diventa sempre più difficile dopo che Emma è costantemente ferita da Dexter, che cerca di nascondere i suoi sentimenti per lei, sia a lei che a se stesso. Alla fine, dopo essere stata trattata sgarbatamente da Dexter in un ristorante, Emma rompe l'amicizia.
Al matrimonio dell'ex coinquilina di Emma, i due si incontrano di nuovo. Emma ammette che rivuole Dexter. In questo frangente, ha appena concluso una relazione con il preside della scuola in cui insegna, e Dexter si è innamorato di un'altra donna, Sylvie, che è incinta. In questo incontro, Dexter invita Emma al suo matrimonio.
Emma cerca di superare i suoi problemi e inizia a scrivere, mentre Dexter è disoccupato e sopraffatto dal suo ruolo di padre dopo il divorzio da Sylvie, che aveva una relazione. Emma parte per Parigi nella speranza di scrivere un sequel del suo primo romanzo per bambini, che è stato un successo. Quando Dexter va a trovarla a Parigi, scopre che lei ha incontrato qualcuno, e lui per la prima volta ammette i suoi sentimenti per lei. Dopo aver parlato della loro relazione, Emma sceglie Dexter.
Emma e Dexter iniziano a uscire insieme, sono felici insieme e si sposano, ma Emma vuole un figlio. La coppia si ritrova frustrata dai tentativi falliti di avere un figlio. Dexter, tuttavia, riesce ad aprire un deli-café e si ritrova sulla via del ritorno al successo.
Nell'anniversario del giorno in cui si sono conosciuti dopo la laurea e del giorno in cui si sono messi insieme, Emma e Dexter hanno un appuntamento per vedere una casa. Durante il tragitto, Emma ha un incidente in bicicletta e muore. Dopo la sua morte, Dexter si ritrova disperato. Ricomincia a bere e provoca risse nei bar.
È confortato dalla sua ex moglie Sylvie, suo padre e sua figlia. Tre anni dopo la morte di Emma, Dexter si reca con sua figlia a Edimburgo, dove lui ed Emma si sono incontrati, e insieme scalano la stessa collina che lui ed Emma hanno scalato 19 anni prima.
Il libro si conclude con un ricordo vivido e persistente di quello che è successo dopo quel giorno insieme di 20 anni prima: il loro bacio d'addio dopo la serata, la promessa di restare in contatto e l'arrivederci.

## Adattamenti
Nel 2011 ne è stato tratto un film, diretto da Lone Scherfig, intitolato One Day.
Nel 2024 ne è stata tratta una miniserie televisiva, distribuita da Netflix, intitolata One Day.

## Edizioni
- David Nicholls, Un giorno, traduzione di Rossari M. e Trevisan L., Neri Pozza, 2010, ISBN 978-88-545-0420-2.